# Harry Weber
Harold Weber, detto Harry (Toledo, 20 marzo 1882 – Littleton, 7 novembre 1933), è stato un golfista statunitense.

## Carriera
Weber partecipò ai Giochi olimpici di Saint Louis 1904, dove vinse una medaglia di bronzo nel torneo a squadre. Nella stessa Olimpiade, prese parte al torneo individuale, in cui fu sconfitto ai sedicesimi di finale da Burt McKinnie.
Prese parte numerose volte ai The Amateur Championship e agli U. S. Amateur.

## Palmarès
In carriera ha conseguito i seguenti risultati:
- Giochi olimpici

St. Louis 1904: una medaglia di bronzo nel torneo a squadre.